# الدوري التشيكوسلوفاكي 1969–70
الدوري التشيكوسلوفاكي 1969–70 هو الموسم 63 من الدوري التشيكوسلوفاكي ‏. أشرف على تنظيمه اتحاد جمهورية التشيك لكرة القدم، وكان عدد الأندية المشاركة فيه 16، وفاز فيه نادي سلوفان براتيسلافا.